# Teredo (gènere)
Teredo és un gènere de mol·luscs bivalves marins coneguts col·lectivament com a corcs marins, ja que com els corcs de la fusta terrestres, foraden les estructures de fusta submergides dins del mar per alimentar-se de la seva cel·lulosa en zones d'aigües de temperades a tropicals.
Fins a 1733 no van ser identificats com a mol·luscs per part de Gotfried Sellius. Les femelles són molt més abundants que no pas els mascles. Inclou unes vint espècies. Tenen un cós llarg, que no cap en les dues conquilles petites, que serveixen per perforar la fusta. Es protegeix per la galeria que excava i cobreix d'una capa de calç.
Les formes fòssils d'organismes emparentats o propers han sigut estudiades des del segle xix per Gérard Paul Deshayes. Poden ser fàcilment confosos amb altres organismes vermiformes.

## Control
En construccions marines de fusta, junts amb almenys tres espècies de crustacis isòpodes són considerats com una plaga. Es poden protegir-se amb antiincrustants que contenen biocides contra invertebrats, com l'òxid de coure i altres substàncies. També s'han aprofitat algunes fustes tropicals que contenen substàncies tòxiques per a la fauna aquàtica xilòfaga.

## Algunes espècies
- Teredo navalis - broma o corc marí
- Teredo bartschi
- Nototeredo norvagica
- Psiloteredo megotora
- Lyrodus pedicellatus
- Bankia carinata